# Philippe Amrouche
Pour les articles homonymes, voir Amrouche.
 (avril 2024).
 (avril 2024).
Si vous disposez d'ouvrages ou d'articles de référence ou si vous connaissez des sites web de qualité traitant du thème abordé ici, merci de compléter l'article en donnant les références utiles à sa vérifiabilité et en les liant à la section « Notes et références ».
Philippe Amrouche, né en 1966 à Angoulême, est un peintre français d'origine algérienne.

## Biographie

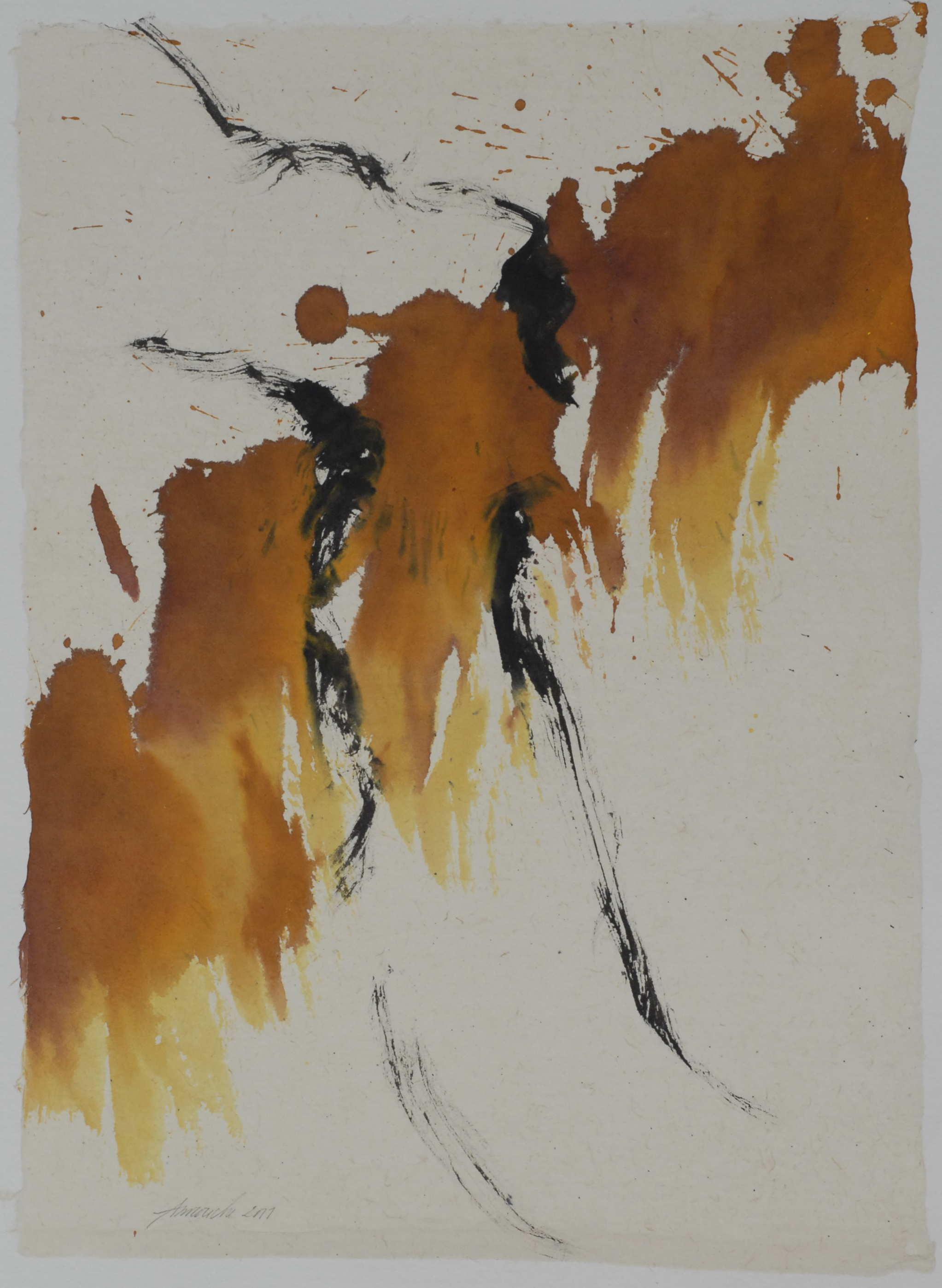
Encre sur papier du Népal, marouflée sur papier du Moulin du Verger, 59 x 44 cm, 2011

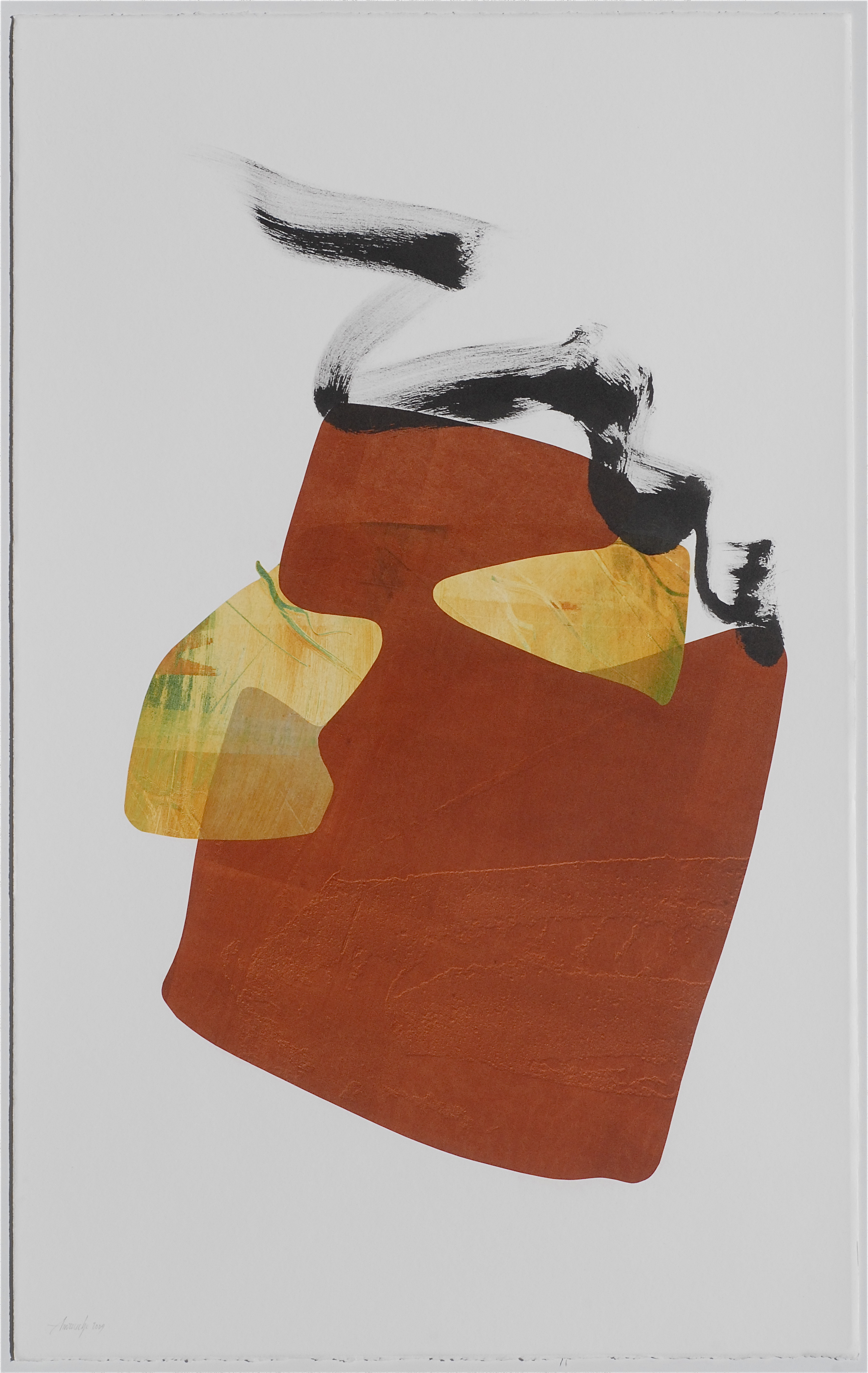
Collage de monotypes sur Chine, rehaussé à l'encre sur BFK Rives, marouflé sur carton, 120 x 76 cm, 2009

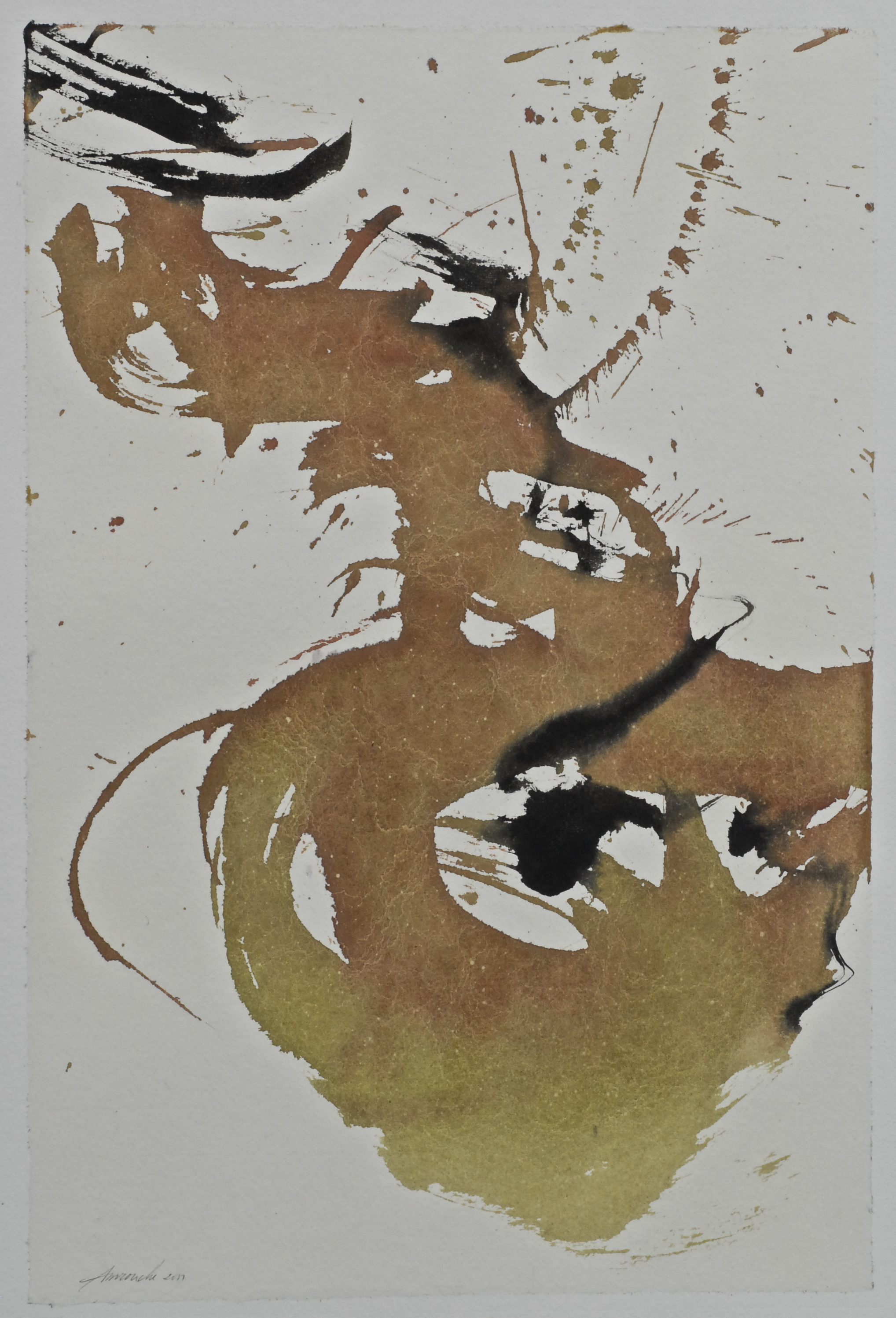
Encre sur papier Konoku du Japon, marouflé sur papier du Moulin du Verger, 63,5 x 47 cm, 2011

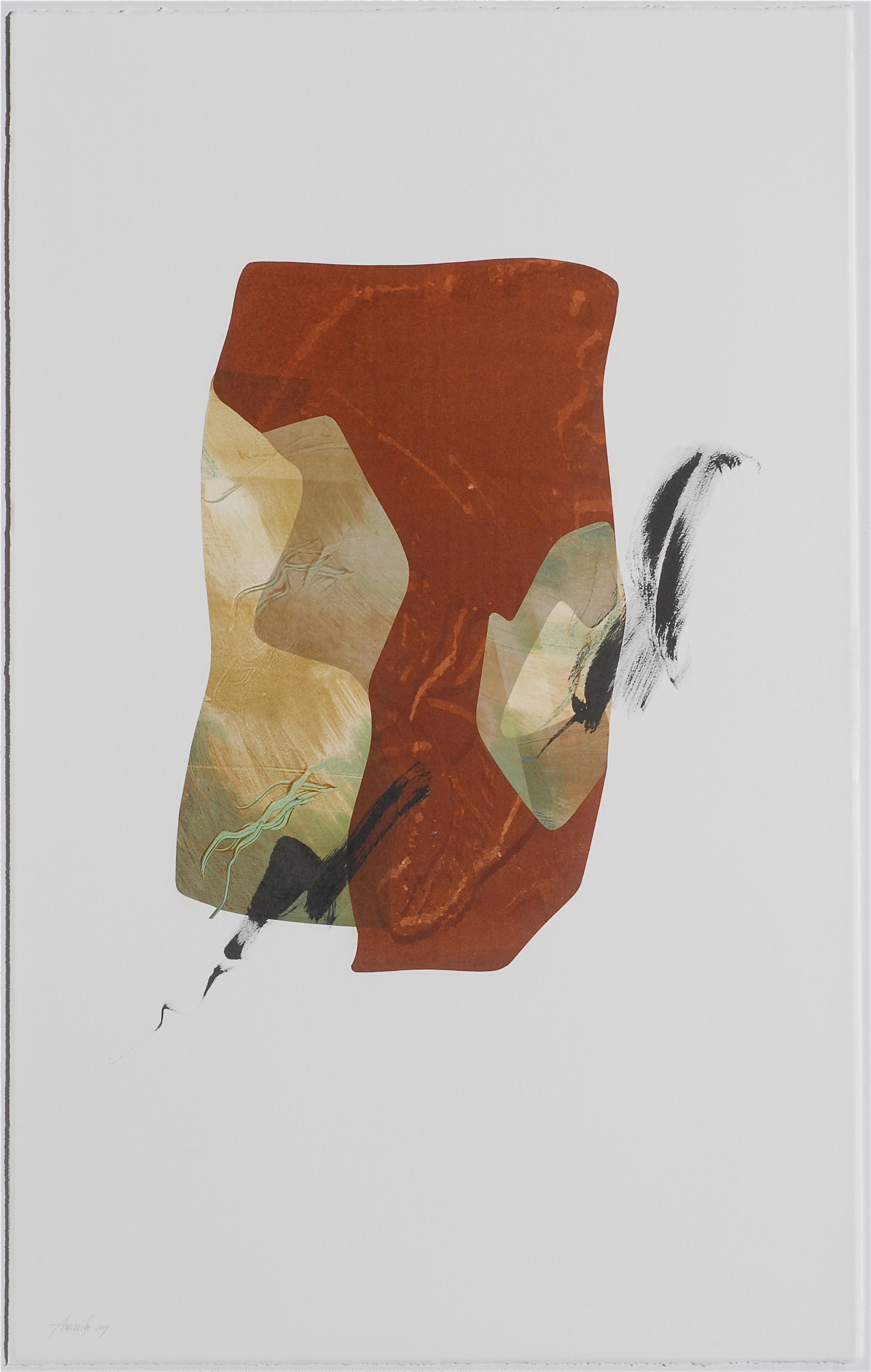
Collage de monotypes sur Chine rehaussé à l'encre sur BFK Rives, marouflé sur carton, 120 x 76 cm, 2009

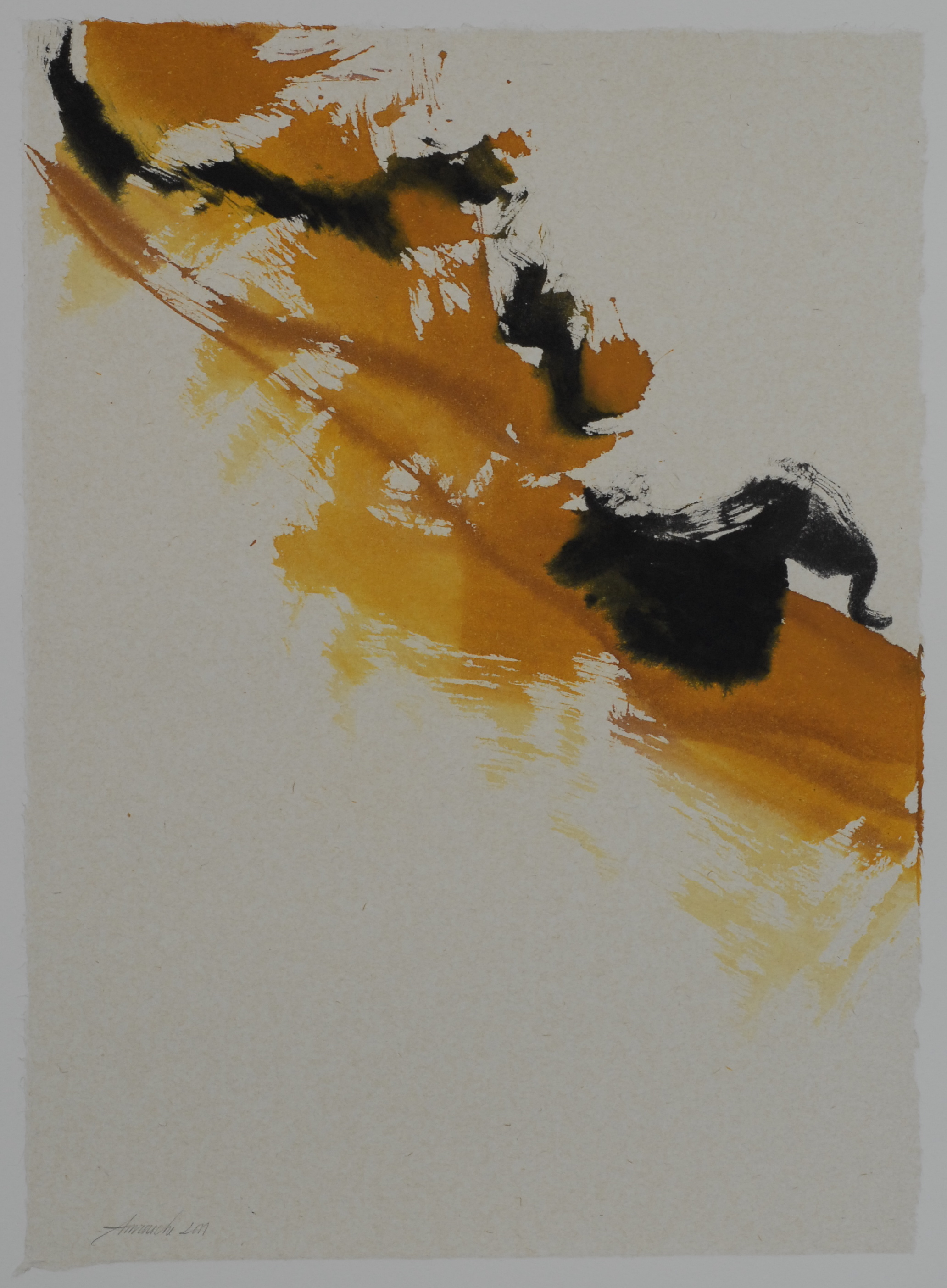
Encre sur papier de Thaïlande, marouflé sur papier BFK Rives, 66,5 x 50 cm, 2011

Philippe Amrouche est né en 1966 à Angoulême. Très jeune il s’intéresse aux vocabulaires graphiques de ses propres origines, ceux présents sur les poteries kabyles, sur les tapis, sur les tatouages berbères. Il en tire les grandes lignes pour réinventer sur la toile des gammes et danses qu’il grave dans la résine donnant une dimension de scarification et de stèle. Ces signes s’associent aux empreintes de linoléums gravés qui accentuent le caractère archéologique des œuvres produites. Cette histoire avec l’Algérie est longtemps au cœur de sa pratique et il va également puiser dans les tracés de grandes écritures arabes pour s’approprier, comprendre ce que l’histoire impose à ses parents : déracinement et exil. L’on peut distinctement appréhender sa volonté de voir se réunir sur la toile les civilisations arabe et berbère, comme pour rassembler ce qui a du mal à se construire sur le sol algérien. Plus tard ne voulant pas se sentir nostalgique d’un pays dont il ne découvrira qu’à l’âge de quarante ans la beauté, mais aussi l’absurdité, il élargit son territoire mental en se confrontant à la figuration, à l’installation, arpentant l’espace pictural et les volumes dans un souci d’épure.
En 2002, à la suite de belles rencontres avec les poètes Bernard Noël, Claude Margat, Abdellatif Laâbi, il crée les éditions Émérance et entreprend la publication de livres d’artistes associant peinture et poésie. Dans ces ouvrages de bibliophilie, il ne cesse de réinventer la relation poésie-peinture et c’est selon lui ses amis poètes qui déplacent sa propre conception du travail de peintre. Il répond à leurs échos, à leurs traces, à leurs inflexions : pression, passages, incisions, effacement, mélanges. Claude Margat, autre proche compagnon de l’artiste souligne « l’exigence de placer dans un axe interne la nécessité d’une profonde liberté ». La gestualité des actes reste toujours présente dans les dernières œuvres dont Claude Margat nous aide à déterminer les horizons en évoquant la vie mentale du peintre : « Exil et désert sont deux vocables qui se conjuguent en solitude et en silence ». Le poète Abdellatif Laâbi donnera ses mots dans plusieurs ouvrages avec l’artiste, dont Parfum d’énigme, titre à lui seul rappelant leur commune volonté de franchir des espaces secrets.
Depuis 2005 la peinture de Philippe Amrouche s’affranchit des codes liés à l’histoire, à la graphie sacrée des origines. En privilégiant les encres sur papier dont il conduit avec rigueur les tracés, dialoguant aussi bien avec l’Occident, l’Extrême-Orient, l’Orient, il tente de capter par des formes et gestes contemporains simples la fugacité du monde réel. Cette résonance méditative n’est d’ailleurs pas étrangère à son mode de vie ; quand il n’est pas à l’atelier, ce sont les immersions dans la nature l’environnant qui occupent principalement son temps. Nous pouvons constater comme le note Salah Stétié « la forte dimension zoologique et botanique » dans les encres et les collages accompagnant l’auteur dans l’ouvrage L’oiseau ailé de lacs  paru en 2009. La minéralité des effets, les dilutions côtoient souvent un geste noir à la graphie envolée. Philippe Amrouche peint comme il respire ; « d’un côté la sérénité cherchée et de l’autre l’angoisse combattue », dit Pierre Manuel dans un ouvrage consacré à Jean Capdeville dont Philippe Amrouche admire le travail. La peinture devient plus méditative dans un rapport au vide sans cesse réinventé.
L’œuvre progresse dans une perspective hétérogène propre à un artiste en quête du divers par l’accord des enjeux formels et le désir d’unité intérieure. L’on peut donc considérer que nombre de ses principales ruptures a façonné la voie sur laquelle il s’engage : celle d’une cartographie : Là où chaque fois se redessine et se module le déploiement des évènements passés pour s’ouvrir à l’intensification d’une œuvre en devenir. Abdellatif Laâbi l’évoque avec fougue dans l’un des poèmes présents dans Parfum d’énigme : Il me faut une assise / peu importe dans quel élément / Si je pouvais trouver en l’homme / la fibre à laquelle m’agripper / Si ma tête / était moins lourde à porter / Si le verre / aidait vraiment à oublier / Si l’amour / s’avérait enfin prophétique / Et si la seule assise / n’était que dans le si… .
Philippe Amrouche arpente plusieurs sols. Cette indéfinité du sol qu’il recherche est « l’accès à de mystérieuses contrées invisibles où les passages entre terre et ciel chancellent ». Les forces de combats se placent aujourd’hui dans les ruptures et les progressions lentes d’une poétique effervescente, sur un  sol qui se veut mouvant.  
Nous avons l’impression que par cette déstructuration, Philippe Amrouche place le corps et l’esprit, le regard et son seuil vers une tout autre dimension, celle qui comme le dit Claude Margat « s’ouvre à la respiration du Ciel… De là vient sans doute la sensation d’aisance aérienne… L’invitation reste identique, il faut, toujours « partir » mais ce ne sera plus seulement, cette fois, vers le territoire spirituel des signes. Désormais, Corps, Terre et Ciel réconciliés ne font plus qu’un et le liant qui les unit se nomme Désir. Plus pur est le désir, plus beau son chant… ».
Il y a ce jeu d’échos actif où la poésie n’est jamais loin du fait pictural. Philippe Amrouche choisit le monotype, le collage ou l’encre dans ces livres car ils offrent sans cesse des espaces à réinventer.  Les variations sur une même partition laissent libre cours à une danse de la vie, une danse de l’encre énergique où le regard pose question sans attendre de réponse. La rencontre  dans l’espace du livre de Philippe Amrouche et de ses amis poètes n’a d’autre enjeu que la fascination de l’un pour la pratique de l’autre. Nous suivons ainsi le mouvement de vies complices, le dialogue actif et affectif entre le peintre et ses poètes. Le peintre et ses poètes interrogent dans une même clameur, leur nécessité de partage vif et tendre. Salah Stétié écrit à Philippe Amrouche : « Votre travail est celui d’un musicien de l’âme ». Cette dimension textuelle, sonore qui manque à la peinture, le peintre tente de la restituer en mouvement. Les divergences entre poésie et peinture vont se regarder, s’entre-regarder en somme. Alors reste seulement  l’enlacement prenant corps avec l’altérité dans la méditation de l’autre :     
« Dans la mesure où elle devient l’accord entre le temps et la terre et bien oui, la peinture est une réponse porteuse du haut sens éveillé de l’être. »

## Livres d'artistes
- L'Ombre égarée, texte de Philippe Amrouche, livre unique, Éditions Émérance 2000.
- La Matrice des signes, texte de Bernard Noël, 3 exemplaires comportant chacun 3 monotypes, Éditions Émérance, 2000.
- L'Exil, texte de Jean Amrouche, livre unique, Éditions Émérance, 2000.
- L'Encre hante, texte de Philippe Amrouche, livre unique, Éditions Émérance, 2001.
- Légende d'émeraude, texte de Pascale Amrouche, livre unique, Éditions Émérance, 2001.
- L'Épreuve du silence, texte de Philippe Amrouche, livre unique, Éditions Émérance 2001.
- Qui se déhanche, texte de Jeanpyer Poëls, 15 exemplaires, Éditions l'Attentive, 2001.
- Les Portes du vide, texte de Philippe Amrouche, livre unique, Éditions Émérance, 2002.
- L'Espace consolé, texte de Philippe Amrouche, livre unique, Éditions Émérance, 2002.
- Les Échelles du Couchant, texte d'Abdellatif Laâbi, trois exemplaires avec 2 monotypes Éditions Èmérance, 2003.
- Vasque païenne, texte d'Abdellatif Laâbi avec 12 monotypes, Éditions Émérance, 2003.
- Alger de mémoire et d'amour, texte de Ouahiba Aboun Adjali, 16 exemplaires avec 16 collages, Éditions Émérance, 2006.
- Parfum d'énigme, texte d'Abdellatif Laâbi, 20 exemplaires avec 8 collages de monotypes dont un de couverture, Éditions Émérance, 2007.
- Appel du vide, texte de Claude Margat, 20 exemplaires avec 8 collages de monotypes rehaussés à l'encre dont un de couverture, Éditions Émérance, 2007.
- L'oiseau ailés de lacs, texte de Salah Stétié, 20 exemplaires avec 13 collages de monotypes rehaussés à l'encre, Éditions Émérance, 2010.
- Le seul grain de Salah, texte de Salah Stétié, 15 exemplaires dont 6 manuscrits par l'auteur avec 4 encres, Éditions Émérance, 2011.
- La rivière chante sous l'écorce, texte de Claude Margat avec 14 encres, Éditions Émérance 2011.
- Sérieux s'abstenir, texte de Philippe Sergeant, 15 exemplaires avec 12 à 14 encres, Éditions Émérance 2011.
- Un autre bout du bleu, texte de Mohammed Bennis (bilingue arabe-français), traduit par Bernard Noël en collaboration avec l'auteur, 21 exemplaires avec des encres ou monotypes, Émérance 2011.
- Le cœur d'une ombre, texte de Jeanpyer Poëls, 10 exemplaires manuscrit 1 fois par le peintre et 9 fois par l'auteur avec 8 encres, Émérance 2012.
- Étincelles, texte d'Adonis, (bilingue arabe-français), traduit de l'arabe par Abdellatif Laâbi en collaboration avec l'auteur, 44 exemplaires avec 8 encres, Émérance 2012.
- Peignant la terre, texte de Salah Stétié, 20 exemplaires avec 8 encres, Émérance 2013.
- Introït, texte d'Alain Jouffroy, 22 exemplaires avec 13 illustrations, Émérance 2013.
- Nue sang, texte de Jean-Pierre Faye, 20 exemplaires avec 12 encres, Émérance 2013.
- Sélam, texte de Philippe Sergeant, préface d'Adonis, 12 exemplaires avec une encre originale, Les Éditions du Litteraire, 2014.
- Ombres et rumeurs, texte de Bernard Noël, 22 exemplaires avec 6 encres originales, Émérance 2014.
- Temps libre, texte de Michel Butor, avec 15 encres originales, Émérance 2015.
- Près de tes doigts, haïkus de Mohammed Bennis, avec 15 encres originales, Émérance 2016.
- J'aurais pu, texte d'Abdellatif Laâbi, 22 exemplaires avec 16 peintures dont une de couverture, Éditions Émérance, 2017.
- La nuit voyage la nuit demeure, texte d'Adonis, 10 exemplaires avec 16 peintures, bilingue arabe et français, Éditions Émérance, 2020.

## Éditions courantes
- L'Orange bleue, texte d'Abdellatif Laâbi (livre pour enfants), éditions Marsam, Rabat, 2004  (ISBN 978 9981 149 97 7).
- Les Fruits du corps, 6 poèmes d'Abdellatif Laâbi accompagnés de monotypes originaux de Philippe Amrouche, version trilingue (français-arabe-espagnol), éditions Marsam, Rabat, 2005.
- Alger de mémoire et d'amour, poésies de Ouahiba Aboun Adjali, éditions APIC, Alger, 2006 (55p.).
- Sélam, texte de Philippe Sergeant, préface d'Adonis, avec 12 encres, Les Éditions du Litteraire, 2014.
- Ombres et rumeurs, texte de Bernard Noël, avec 6 encres Émérance 2014.

## Distinction
- 2015 - Chevalier de l'ordre des Arts et des Lettres

## Expositions
- 2000 : Festival d'Assilah, Maroc; Librairie Nicaise, Paris; Librairie Les Arcades, Paris; Galerie MR, Angoulême; Biennale de la gravure, Chamalières
- 2001 : Institut du monde arabe, Paris; Galerie Claude Lemand, Paris; Médiathèque de la Corderie Royale, Rochefort
- 2002 : Galerie Stammelbaach-Speicher, Hildesheim, Allemagne; Galerie Saint Louis, Saintes; Galerie MR, Angoulême
- 2003 : Espace Gravure Contemporaine, Crocq; Galerie Résurgence, La Rochelle
- 2004 : Galerie Marsam, Casablanca
- 2004 : Maison du Patrimoine , Tusson
- 2005 : Galerie Top Action, Algérie; Galerie Atrium Bilé Narozi, République tchèque
- 2007 : Palais de la culture, Alger
- 2009 : Corderie Royale, Rochefort
- 2011 : Musée du Papier, Angoulême
- 2013 : Musée Paul Valéry de Sète (collective, autour du poète Salah Stétié)
- 2013 - 2014 : Galerie Pascal Gabert, Paris

## Catalogues
- Philippe Amrouche, textes de Philippe Sergeant et Claude Margat, Médiathèque de Rochefort, 2000.
- Philippe Amrouche, textes de Philippe Sergeant et Claude Margat, Club Marpen, Tusson, 2004 (47 p.)  (ISBN 2952178607).

## Tapisserie
- Tapisserie réalisée par l'Atelier Courant d'Art (3,35 × 2,54 m), collection du Musée départemental de la tapisserie, Aubusson, 2005.

## Filmographie
- One + one, réalisé par Laurent Makowec, 2004.
- Variations sur la paix, en hommage au poète Mahmoud Darwich, réalisé par Laurent Makowec en 2008.